# Nikolaj Barsov
Nikolaj Pavlovitj Barsov (ryska: Николай Павлович Барсов) född 27 april 1839 i Bolchov, guvernementet Orjol, död 23 november (g.s.) 1889 i Warszawa, var en rysk historiker.
Barsov var grundläggare av den ryska historiska geografin.